# Lutzelhouse
Lutzelhouse (Duits: Lützelhausen) is een gemeente in het Franse departement Bas-Rhin (regio Grand Est). De gemeente behoort tot arrondissement Molsheim. Lutzelhouse telde op 1 januari 2022 1.921 inwoners.

## Geschiedenis
Op 18 augustus 1914 veroverden de Franse troepen Lutzelhouse. Kanonvuur vanaf het fort van Mutzig en Duitse infanterie drong het Frans leger terug.
Lutzelhouse behoorde tot het kanton Molsheim. Bij de kantonale herindelingen werd het vanaf 1 januari 2015 ondergebracht in het nieuw opgericht kanton Mutzig.

## Geografie
De oppervlakte van Lutzelhouse bedroeg op 1 januari 2022 28,58 vierkante kilometer; de bevolkingsdichtheid was toen 67,2 inwoners per km². 

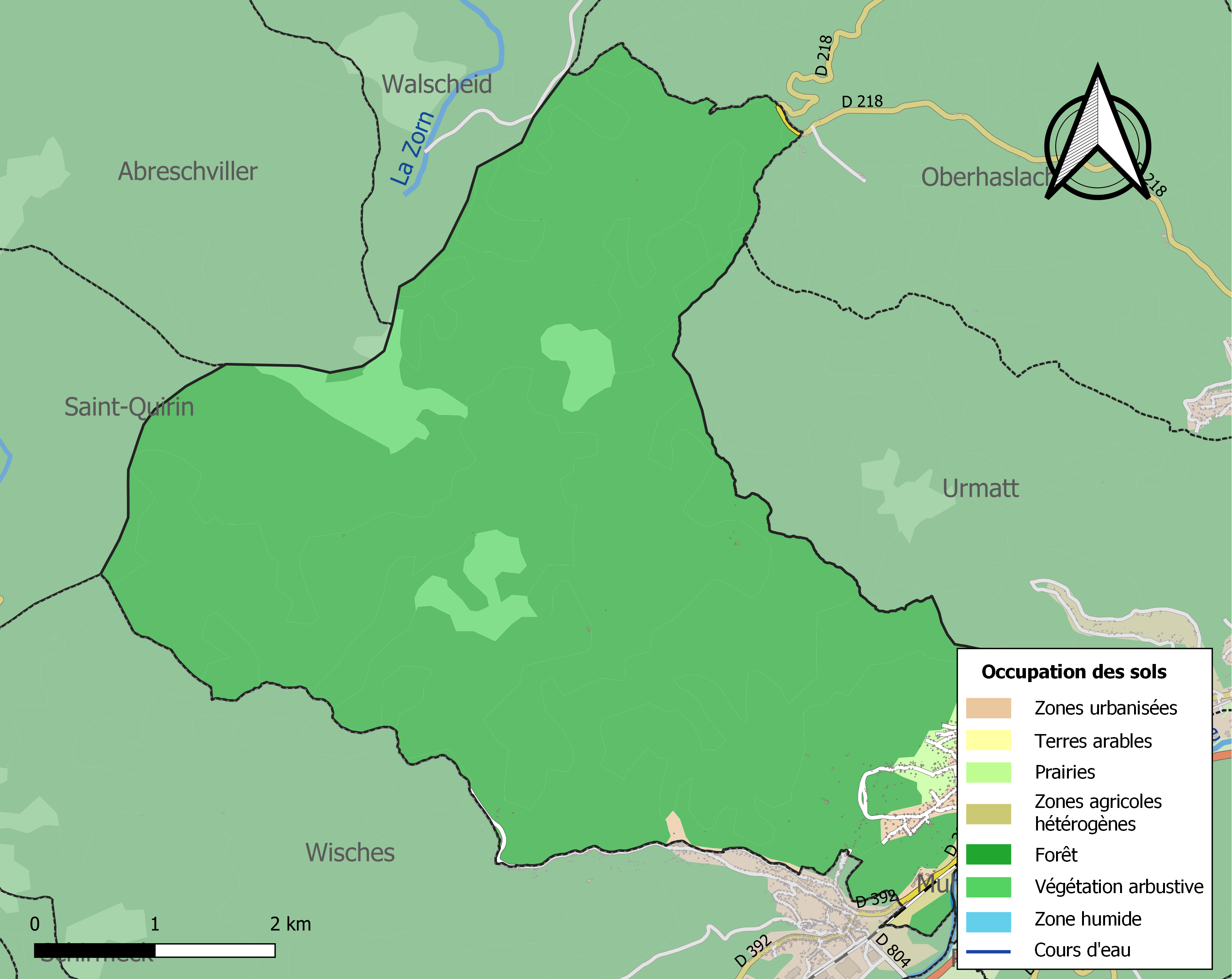
Kaart van de gemeente met de belangrijkste infrastructuur, bodemgebruik en omliggende gemeenten

## Demografie
Onderstaande figuur toont het verloop van het inwonertal (bron: INSEE-tellingen).

## Verkeer en vervoer
Op de grens met buurgemeente Muhlbach-sur-Bruche staat het spoorwegstation Lutzelhouse, ook wel station Muhlbach-sur-Bruch-Lutzelhouse genoemd.